# Guinzano
Guinzano è una frazione, di 1 382 abitanti, del comune italiano di Giussago. Costituì un comune autonomo fino al 1872, quando fu aggregato al comune di Carpignago, a sua volta aggregato a Giussago nel 1928.

## Storia
Guinzano, noto fin dal 1181, nel XVIII secolo era feudo dei Pietragrassa di Pavia. Nel 1757 gli fu unito il soppresso comune di Molino de'Perotti. Nel 1872 fu soppresso e unito a Carpignago.

## Monumenti e luoghi d'interesse
- Chiesa Parrocchiale di Santa Pelagia d'Antiochia

## Società

### Evoluzione demografica
Abitanti censiti:
- 100 nel 1576[4]
- 400 nel 1751
- 272 nel 1780
- 189 nel 1805
- 292 nel 1807[5]
- 295 nel 1853
- 278 nel 1859
- 295 nel 1861
- 321 nel 1871
- 333 nel 1877[6]
- 1310 nel 2011[7]
- 1382 nel 2017[8]